# Des vents contraires
Pour les articles homonymes, voir Des vents contraires (homonymie).
Des vents contraires est un roman d'Olivier Adam paru en 2009 aux éditions de l'Olivier et ayant reçu la même année le Grand prix RTL-Lire.

## Résumé
Sarah a disparu depuis un an, sans plus jamais faire signe. Pour Paul, son mari, qui vit seul avec leurs deux jeunes enfants, chaque jour est à réinventer. Il doit lutter avec sa propre inquiétude et contrer, avec une infinie tendresse, les menaces qui pèsent sur leurs vies. Épuisé, il espère se ressourcer par la grâce d'un retour à Saint-Malo, la ville de son enfance.

## Adaptation
- 2011 : Des vents contraires réalisé par Jalil Lespert